# Arcambal
 Arcambal  (así también en occitano) es una población y comuna francesa, situada en la región de Mediodía-Pirineos, departamento de Lot, en el distrito de Cahors y cantón de Cahors-Sud.

## Demografía
| 410 | 409 | 413 | 535 | 637 | 735 |
| Para los censos de 1962 a 1999 la población legal corresponde a la población sin duplicidades (Fuente: INSEE [Consultar]) |     |     |     |     |     |